# Orasac (Kumanovo)
Orasac (macedónul: Орашац) település Észak-Macedóniában, a Északkeleti körzetben, Kumanovo községben.

## Népesség
| Lakosok száma | 982  | 1104 | 1259 | 1000 | 700  | 476  | 480  | 387  | 290  |
|               | 1948 | 1953 | 1961 | 1971 | 1981 | 1991 | 1994 | 2002 | 2021 |

- 2002-ben 387 lakosa volt, akik mindannyian macedónok.